# مقاطعة تريغو (كانساس)
مقاطعة تريغو (بالإنجليزية: Trego County)‏ هي إحدى المقاطعات في ولاية كانساس، الولايات المتحدة الأمريكية.